# جزيرة جبل الليث
جزيرة جبل الليث هي جزيرة تمتد على ساحل محافظة الليث التابعة لمنطقة مكة المكرمة، تقع الجزيرة في البحر الأحمر، وتتكون من جزيرة رئيسة تتمثل في جزيرة جبل الليث وتتبعها اثنتا عشرة جزيرة صغيرة، وتبعد عن الليث نحو 11,50 ميلاً بحرياً، وتتميز بأن مياهها صافية وذات منظر طبيعي، وتكثر بها الأسماك النادرة والشعب المرجانية، وتبلغ مساحتها 4 كم2.